# Athanásziosz Briákosz
Athanásziosz Briákosz (görög: Αθανάσιος Μπριάκος) (Joánina, 1967. április 6. –) görög nemzetközi labdarúgó-játékvezető.

## Pályafutása

### Nemzeti játékvezetés
1999-ben lett az I. Liga játékvezetője. Az aktív nemzeti játékvezetéstől 2007-ben vonult vissza.

### Nemzetközi játékvezetés
A Görög labdarúgó-szövetség Játékvezető Bizottsága (JB) terjesztette fel nemzetközi játékvezetőnek, a Nemzetközi Labdarúgó-szövetség (FIFA) 2001-től tartotta nyilván bírói keretében. Több nemzetek közötti válogatott és klubmérkőzést vezetett. A görög nemzetközi játékvezetők rangsorában, a világbajnokság-Európa-bajnokság sorrendjében az 5. helyet foglalja el 4 találkozó szolgálatával. Az aktív nemzetközi játékvezetéstől 2007-ben  búcsúzott. Válogatott mérkőzéseinek száma: 5.

#### Világbajnokság
A világbajnoki döntőhöz vezető úton Németországba a XVIII., a 2006-os labdarúgó-világbajnokságra a FIFA JB bíróként alkalmazta.

##### Selejtező mérkőzés
| Időpont             | Helyszín                         | Mérkőzés típusa           | Mérkőzés                | Eredmény | Nézők száma |
| ------------------- | -------------------------------- | ------------------------- | ----------------------- | -------- | ----------- |
| 2005. június 8.     | Gheorghe Hagi Stadion, Konstanca | előselejtező (1. csoport) | Románia–Örményország    | 3 – 0    | 5146        |
| 2005. szeptember 7. | Nemzeti Stadion, Ta’ Qali        | előselejtező (8. csoport) | Málta–Horvátország      | 1 – 1    | 4000        |
| 2005. október 12.   | Ernst Happel Stadion, Bécs       | előselejtező (6. csoport) | Ausztria–Észak-Írország | 2 – 0    | 12 500      |

#### Európa-bajnokság
Liechtenstein rendezte a 2003-as U19-es labdarúgó-Európa-bajnokságot, ahol az UEFA JB bíróként alkalmazta.
| Időpont          | Helyszín                | Mérkőzés típusa           | Mérkőzés             | Eredmény | Nézők száma |
| ---------------- | ----------------------- | ------------------------- | -------------------- | -------- | ----------- |
| 2003. július 16. | Városi Stadion, Balzers | előselejtező (A. csoport) | Norvégia–Olaszország | 0 – 1    |             |
| 2003. július 18. | Városi Stadion, Schaan  | előselejtező (B. csoport) | Csehország–Ausztria  | 1 – 4    |             |

---
Az európai labdarúgó torna döntőjéhez vezető úton Ausztriába és Svájcba a XIII., a 2008-as labdarúgó-Európa-bajnokságra az UEFA JB játékvezetőként foglalkoztatta.

##### Selejtező mérkőzés
| Időpont           | Helyszín                 | Mérkőzés típusa           | Mérkőzés              | Eredmény | Nézők száma |
| ----------------- | ------------------------ | ------------------------- | --------------------- | -------- | ----------- |
| 2006. október 11. | Központi Stadion, Almati | előselejtező (A. csoport) | Kazahsztán–Finnország | 0 – 2    | 17 000      |